# شيريسا
شيريسا (مواليد 5 فبراير 1989)، كاتبة أغاني ومغنية صومالية- سويدية تعيش في ستوكهولم.

## عنها
ان جيتارها وكلماتها تحرك قلوب الكثيرين لما فيهم من سحر وصدق في الكلمات. في أحد المرات قالت بانها ترسم الهامها من الحياة سواء من ما عاشتة أو من ما سمعتة.
بدات شيريسا في الغناء بسن مبكرة وقالت ان الموسيقي حياتها وطريقتها في التعبير عن نفسها.
موسيقاها مستوحاه من المغني وكاتب الأغاني مثل جيمس موريسون، الهند أري، تريسي تشابمان، راي تشارلز، وان ريببلك وكولبي كيلات.
فموسيقاها خالدة بمرور الزمن والاجيال.
من أحد اعمالها ايضاً أغنية رومانسية (انا مغرمة بك)، قامت بالعديد من الفعاليات ابرزها قمة الشباب الصومالي لعام 2013.